# Holzkremplinge
Die Holzkremplinge (Tapinella) sind eine Pilzgattung aus der Familie der Holzkremplingsverwandten. Sie wurden früher den Echten Kremplingen (Paxillus) aus der Familie der Kremplingsverwandten zugeordnet. 
Die Typusart ist der Muschel-Holzkrempling (Tapinella panuoides).

## Merkmale

### Makroskopische Merkmale
Die Fruchtkörper ähneln äußerlich stark den Echten Kremplingen. So ist der Hutrand kremplingstypisch eingerollt, die Lamellen laufen weit am Stiel herab.

### Mikroskopische Merkmale
Anatomisch und morphologisch unterscheiden sie sich sehr deutlich von den Echten Kremplingen. So ist die Lamellentrama bei Tapinella bidirektional aufgebaut und nicht in eine gelatinöse Matrix eingebettet. Doppelschnallen können vorkommen, die den Echten Kremplingen fehlen. Während Echte Kremplinge ein Caulohymenium aufweisen, fehlte dieses bei den Holz-Kremplingen. Die Rhizomorphen sind im Gegensatz zu denen der Echten Kremplinge deutlich einfacher aufgebaut. Darüber hinaus entwickeln sie in Kultur sogenannte Chlamydosporen, das sind besonders dickwandige, asexuelle Sporen.

## Ökologie
Die Vertreter der Gattung Tapinella ernähren sich im Gegensatz zu den Mykorrhiza bildenden Paxillus-Arten saprob auf Totholz und erzeugen dabei eine Braunfäule.

## Arten

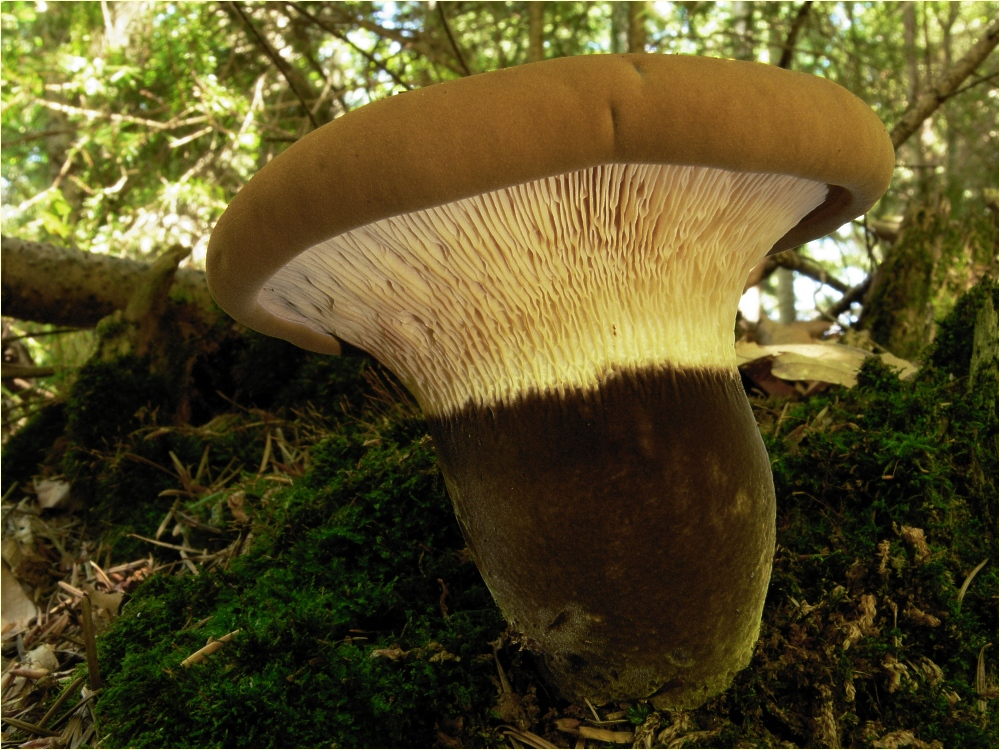
Die Fruchtkörper des Samtfuß-Kremplings (Tapinella atrotomentosa) sind durch braunsamtige Stiele gekennzeichnet.

Die Holzkremplinge bilden eine artenarme Gattung mit weltweit nur vier Arten, von denen in Europa folgende Taxa vorkommen.
| Deutscher Name               | Wissenschaftlicher Name            | Autorenzitat                                 |
| ---------------------------- | ---------------------------------- | -------------------------------------------- |
| Samtfuß-Holzkrempling        | Tapinella atrotomentosa            | (Batsch 1783 : Fries 1821) Šutara 1992       |
| Muschel-Holzkrempling        | Tapinella panuoides                | (Fries 1818 : Fries 1821) E.-J. Gilbert 1931 |
|                              | Tapinella panuoides var. ionipus   | (Quélet 1888) C. Hahn 1999                   |
|                              | Tapinella panuoides fm. acheruntia | (Humboldt 1893) C. Hahn 2012                 |
| Bunter Samtfuß-Holzkrempling | Tapinella polychroa                | (Singer 1937) C. Hahn 2012                   |

## Systematik
Die Gattung Tapinella wurde erstmals 1931 von Edouard-Jean Gilbert aufgestellt. Lange galt sie als Synonym der Echten Kremplinge (Paxillus), die in der Ordnung der Boletales stehen. Erst 1992 griff der tschechische Mykologe Josef Šutara den Gattungsnamen wieder auf. Untersuchungen der Morphologie, der Inhaltsstoffe und genetische Befunde ergaben, dass die Holzkremplinge zwar zu den Röhrlingsartigen (Boletales) gehören, hier aber sehr basal stehen und nicht näher mit Paxillus verwandt ist. Demnach haben sich die ähnlichen Fruchtkörper konvergent entwickelt.